# Brune Kartofler
Brune Kartofler er en dansk kortfilm fra 2002, der er instrueret af Nicolai Kornum.

## Handling
Tove Jensen lever i angst for systemets umyndiggørelse af kvinder på deres 67 års fødselsdag. Under påskud flygter hun ind til sin nabo, den dag, hvor hjemmehjælperne første gang kommer, og med hudfarvede nylonstrømper og fabrikslavet bakkemad, vil tvinge hende til at være gammel. Men nabomanden har ikke rigtig forståelse for kvindens situation.